# 麟洛 (大字)
麟洛，是臺灣屏東縣麟洛鄉的一個傳統地域及主聚落名稱，日治時期曾為街庄（舊制）、大字。相較於今日行政區，其範圍大致與整個麟洛鄉相近，但不含東北部及南部東側邊界地帶等兩小塊區域，即新田村東部及田心村南部邊界地帶，另外還包括竹田鄉的最北端地區（永豐村最北端）。
本地區境內主要聚落為潭底、新圍、新庄仔、老田尾、麟洛、上竹架、下竹架、田心、經子。

## 歷史
台灣日治初期，麟洛地區為一街庄，稱為「麟洛庄」（舊制街庄），隸屬於港西中里。該庄昔日北邊與火燒庄為鄰，東邊與新北勢庄為鄰，南邊為西勢庄，西南邊為頂林仔庄、大湖庄，西邊北段為歸來庄。
1901年（日治明治三十四年）11月11日，全台廢縣廳改設二十廳，該庄隸屬於阿猴廳。1904年（明治三十七年）4月15日，該庄編入「麟洛區」，隸屬於阿猴廳。1905年（明治三十八年）4月1日，阿猴廳改稱「阿緱廳」。1909年（明治四十二年）10月25日，全台合併二十廳為十二廳，麟洛區仍隸屬於阿緱廳。1920年（大正九年）10月1日，全台地方制度大改正，廢十二廳改設五州二廳，該庄改制為「麟洛」大字，隸屬於高雄州屏東郡長興庄（新制街庄）。
戰後長興庄改制為長興鄉，隸屬於高雄縣，大字亦改制為村。1946年（民國35年）4月，長興鄉劃入省轄屏東市，改制並改名為長治區，村亦改制為里。1950年（民國39年）10月1日，高、屏分治，長治區改制為長治鄉，並改隸屬於屏東縣，里亦改制為村。1951年（民國40年）4月，長治鄉拆分出麟洛鄉，本地區改隸屬於麟洛鄉。

## 聚落
本地區發展較早的聚落為潭底、新圍、新庄仔、老田尾、麟洛、上竹架、下竹架、田心、經子，在日治初期的官方地圖上已有記載。